# جيمي دورماز
جيمي دورماز (بالسويدية: Jimmy Durmaz) مواليد 22 مارس 1989 في أوربرو، هو لاعب كرة قدم سويدي من أصل سرياني أرثوذكسي تركي، يلعب كلاعب وسط.

## المسيرة الاحترافية

### أندية لعب لها
- نادي مالمو
- غنتشليربيرليغي
- نادي أولمبياكوس

## روابط خارجية
- جيمي دورماز على موقع الاتحاد الدولي (مؤرشف)  (الإنجليزية)
- جيمي دورماز على موقع الاتحاد الأوربي (الإنجليزية)
- جيمي دورماز على موقع اتحاد السويد (السويدية)
- جيمي دورماز على موقع اتحاد تركيا (لاعب) (الإنجليزية)
- جيمي دورماز على موقع رابطة كرة القدم الفرنسية للمحترفين (الإنجليزية)
- جيمي دورماز على موقع قاعدة بيانات كرة القدم.إي يو (الإنجليزية)
- جيمي دورماز على موقع ناشيونال فوتبول تيمز (الإنجليزية)
- جيمي دورماز على موقع Soccerway.com (الإنجليزية)
- جيمي دورماز على موقع عالم كرة القدم.نت (الإنجليزية)
- جيمي دورماز على موقع AS.com (الإسبانية)